# Louis Grospierre
Louis Paul Henri Grospierre, né le 23 juin 1927 à Buellas (Ain) et mort le 12 février 2020 en Pologne, est un réalisateur français.

## Biographie
De 1950 à 1953, il est l'assistant d'Alberto Cavalcanti et réalisateur à la télévision brésilienne. Il travaille en France, en 1954 et 1955, pour la télévision américaine. Il réalise plusieurs courts métrages à partir de 1956, dont Les Femmes de Stermetz, récompensé par le Prix Jean-Vigo et sélectionné au Festival de Venise 1959.

## Filmographie

### Cinéma

#### Courts métrages
- 1956 : Visages de Moscou
- 1957 : Les Femmes de Stermetz
- 1958 : Mon ami Pierrot
- 1959 : Les Étudiants
- 1959 : Le Bonheur des autres (documentaire)
- 1961 : Les Chevaux de Vaugirard
- 1962 : Simon
- 1962 : Son visage

#### Longs métrages
- 1959 : Le travail c'est la liberté
- 1966 : Du mou dans la gâchette
- 1969 : Decameron '69, co-réalisateurs Bernard Clarens, Jean Herman et Serge Korber
- 1969 : Bruno, l'enfant du dimanche
- 1973 : Les Divorcés (Le Haut Mal)
- 1990 : Connemara

### Télévision

#### Téléfilms
- 1969 : Le Survivant
- 1977 : Les Anneaux de Bicêtre
- 1978 : Les Grandes Conjurations : Les Fantômes du Palais d'Hiver
- 1980 : Tarendol
- 1981 : Le Roman du samedi : Un prêtre marié
- 1984 : Battling le ténébreux, co-réalisateur Jean-Louis Roncoroni
- 1994 : Les Enfants du faubourg

#### Séries télévisées
- 1961 : Le Théâtre de la jeunesse (épisode : Don Quichotte) co-réalisateur Marcel Cravenne
- 1964 : Les Fables de La Fontaine
- 1965 : Histoires d'hommes, co-réalisateurs Claude Boissol, Jean Dréville et Pierre Granier-Deferre
- 1965 : Don Quijote (de), co-réalisateurs Jacques Bourdon et Carlo Rim (mini-série)
- 1967 : L'Amateur ou S.O.S. Fernand (épisode La cleptomane)
- 1970 : Prune
- 1970 : Le Sixième Sens
- 1971 : Une autre vie
- 1972 : L'Inconnue du vol 141
- 1973 : Témoignages (saison, épisode  : Agnès, Agnès)
- 1973 : Le Temps de vivre, le temps d'aimer (mini-série) (40 épisodes)
- 1974 : Les Enfants des autres (30 épisodes)
- 1975 : Typhelle et Tourteron (18 épisodes)
- 1976 : Le Village englouti (30 épisodes)
- 1978 : Le Temps d'une République (saison, épisode  : De guerre lasse)
- 1982 - 1987 : Les Enquêtes du commissaire Maigret :
  - (épisode 56 : Maigret et le clochard)
  - (épisode 69 : Maigret chez le ministre)
  - (épisode 59 : La tête d'un homme) (2e version)
- 1985 - 1991 : Les Cinq Dernières Minutes :
  - (deuxième série, épisode 71 : Prête-moi ta plume)
  - (deuxième série, épisode 54 : Crime blanc bleu)
  - (deuxième série, épisode 49 : Fais-moi cygne)
  - (deuxième série, épisode 40 : Tendres pigeons)

## Récompenses
- 1958 : Prix Jean-Vigo du meilleur court-métrage pour Les Femmes de Stermetz